# サンターガタ・デル・ビアンコ
サンターガタ・デル・ビアンコ（イタリア語: Sant'Agata del Bianco）は、イタリア共和国カラブリア州レッジョ・カラブリア県にある、人口約600人の基礎自治体（コムーネ）。

## 地理

### 位置・広がり

#### 隣接コムーネ
隣接するコムーネは以下の通り。
- アフリコ
- ブルッツァーノ・ゼッフィーリオ
- カラッファ・デル・ビアンコ
- カジニャーナ
- フェッルッツァーノ
- サーモ
- サン・ルーカ